# Casey Abrams
Casey Abrams (* 12. února 1991 Austin, Texas) je americký hudebník a multiinstrumentalista, který skončil na šestém místě v desáté řadě televizní soutěže American Idol.
Narodil se v Texasu židovskému otci a katolické matce, vyrůstal v oblasti Chicaga, později se jeho rodina přestěhovala do Idyllwildu v Kalifornii. Jako své hudební vlivy označuje Raye Charlese, Franka Sinatru, Oscara Petersona, Jamese Taylora a také Marshalla Hawkinse, vedoucího jazzového oddělení na Idyllwild Arts Academy, kterou navštěvoval.
V roce 2011 se zúčastnil desáté řady televizního soutěžního pořadu American Idol, ve které skončil na šestém místě. O rok později vydal své debutové eponymní album.

## Diskografie

### Alba
- Casey Abrams (2012)

### Singly
- „Get Out“ (2012)
- „Simple Life“ (2012)